# Cárcel de Carabanchel
La cárcel de Carabanchel fue una cárcel española situada en Madrid. Su nombre oficial era el de Prisión Provincial de Madrid y fue edificada por el régimen franquista con el objetivo de cubrir las necesidades penitenciarias de la ciudad de Madrid. Estuvo en funcionamiento 55 años. Se encontraba situada en el distrito de Carabanchel (Madrid), entre la línea 5 del Metro de Madrid (que transcurre en superficie) y la Avenida de los Poblados.

## Historia

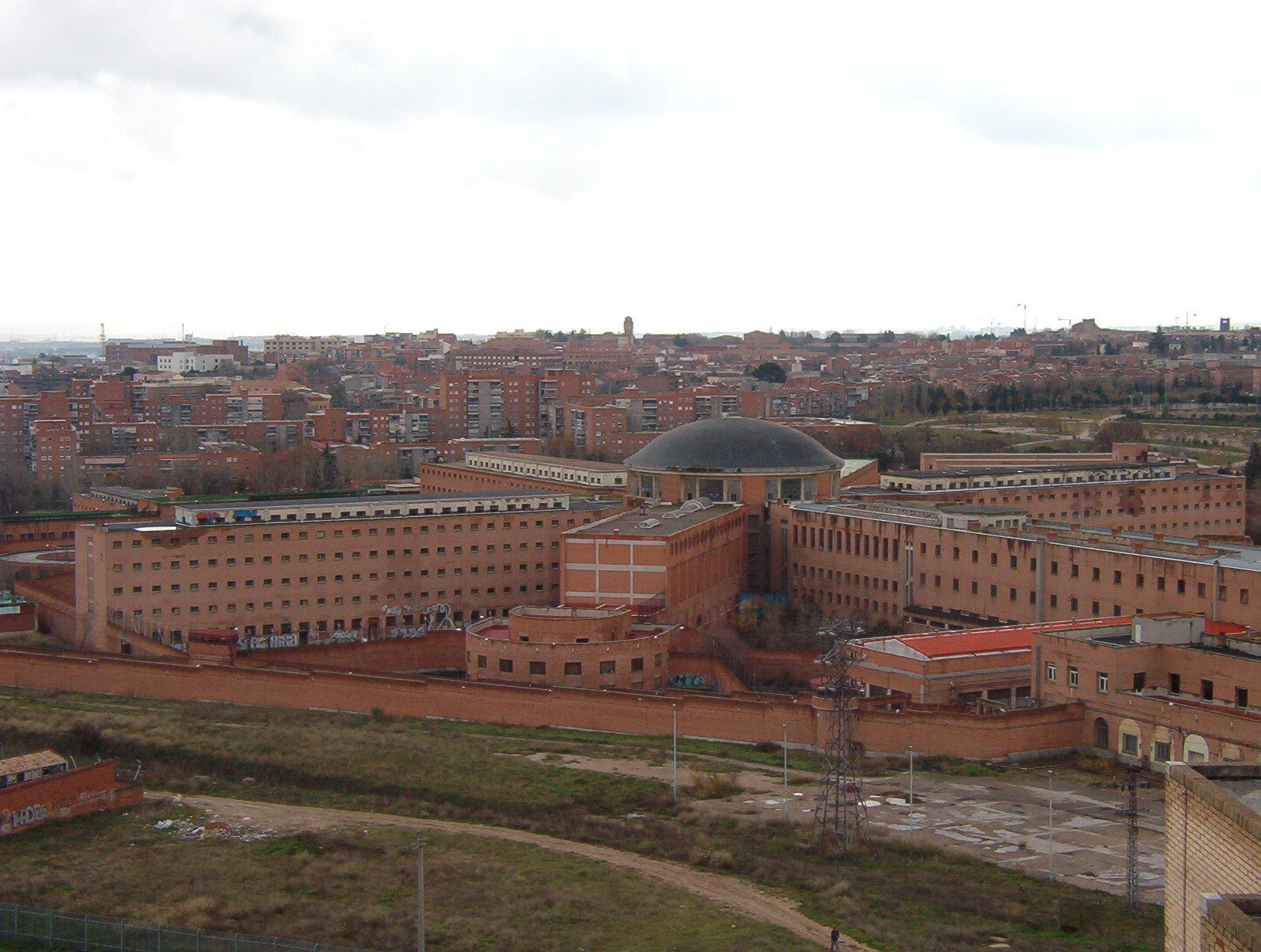
Vista de la Cárcel de Carabanchel en 2003 desde un edificio de la calle Ocaña.

### La construcción
Apenas terminada la Guerra Civil, y con la anterior cárcel de Madrid, la Modelo, prácticamente destruida por haber estado en la línea del frente, el dictador Francisco Franco decidió construir una nueva cárcel. Hasta la finalización de las obras de la cárcel de Carabanchel, los presos políticos del franquismo se hacinaban en la cárcel de Porlier, antigua cárcel celular de la calle Díaz Porlier. A tal efecto, el 16 de enero de 1940 se adquirieron unos terrenos, un solar triangular de unos 200.000 metros cuadrados en el municipio de Carabanchel Alto (entonces un pueblo en las afueras de Madrid), pertenecientes a José Messía y Stuart, duque de Tamames y de Galisteo. El precio fue de 5,25 pesetas por metro cuadrado. En total, el Estado pagó unas 700.000 pesetas.

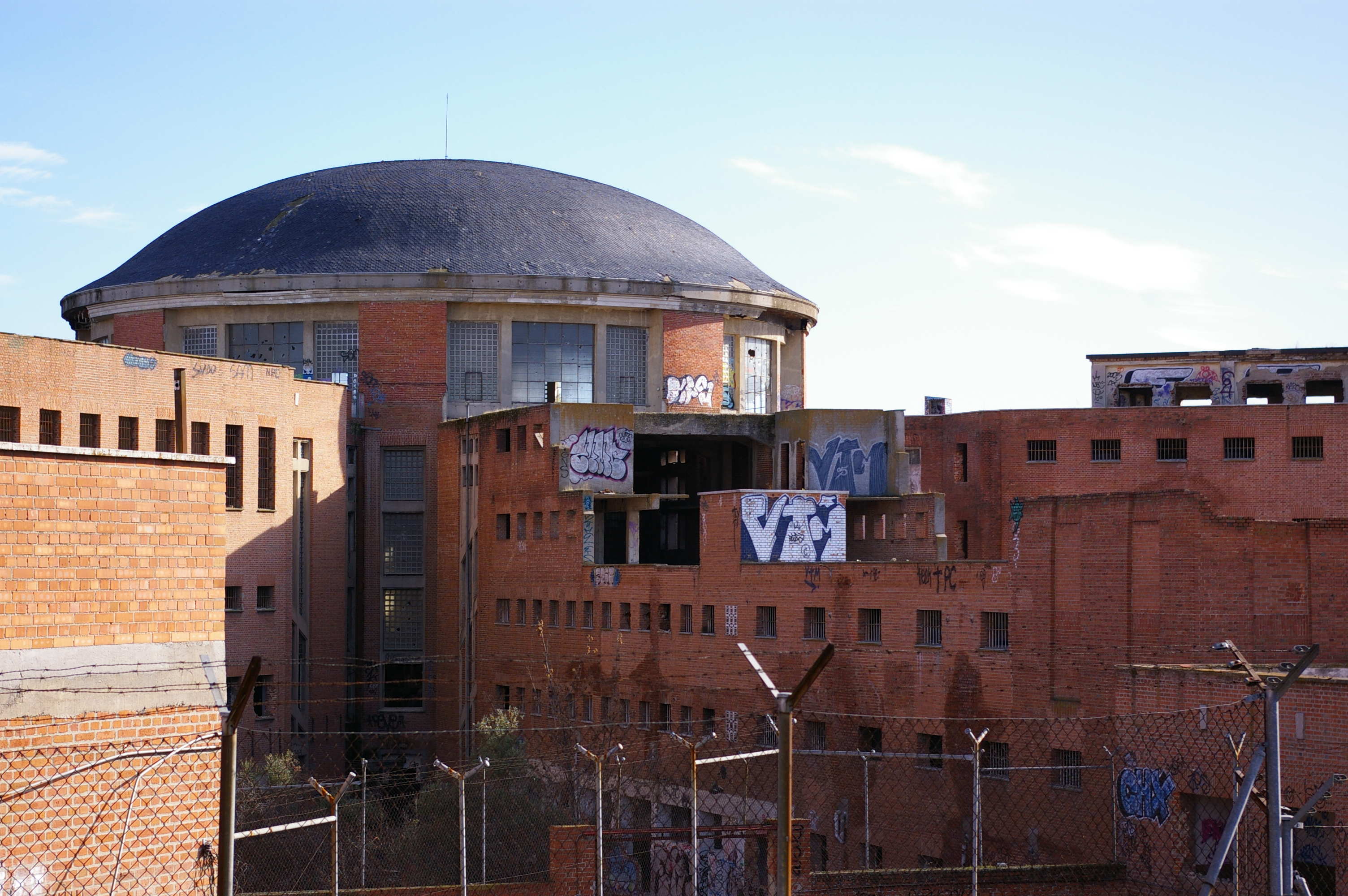
Cúpula de la cárcel

Las obras empezaron el 20 de abril de 1940 y fueron llevadas a cabo por unos 1000 presos políticos republicanos sometidos a trabajos forzados. Los arquitectos fueron Vicente Agustí Elguero, José María de la Vega Samper y Luis de la Peña Hickman. Se construyó en dos fases. La primera fase entre 1940 y 1944, y se realizó inicialmente para ser un gran reformatorio que se organizaba en cuatro sectores:
1. la prisión preventiva (de planta radial y compuesta de cuatro brazos - ampliados posteriormente a ocho- a partir de un cuerpo cilíndrico coronado por una cúpula de hormigón armado);
2. la prisión correccional o taller (de planta en peine e integrada por cuatro galerías, una de las cuales se modificaría para albergar otros usos);
3. un pabellón de administración;
4. y un grupo residencial para los funcionarios.

Como referencia compositiva se tomó la Cárcel Modelo de Barcelona, aunque se adoptaron respecto a ella los más modernos adelantos, pero su configuración según el arquetipo estrellado apela a un trazado tautológico de las instalaciones asistenciales, como el antiguo Hospital de Jornaleros de Antonio Palacios. Construida con estructura de hormigón armado y ladrillo visto en sus sobrios cerramientos de fachadas, muestra incrustados elementos neo-herrerianos en aras del estilo imperialista impulsado por la ideología oficial, enmarcándose la entrada principal con una portada que arranca con columnas dóricas e incluye un balcón rematado por un frontón triangular.

### 55 años de funcionamiento

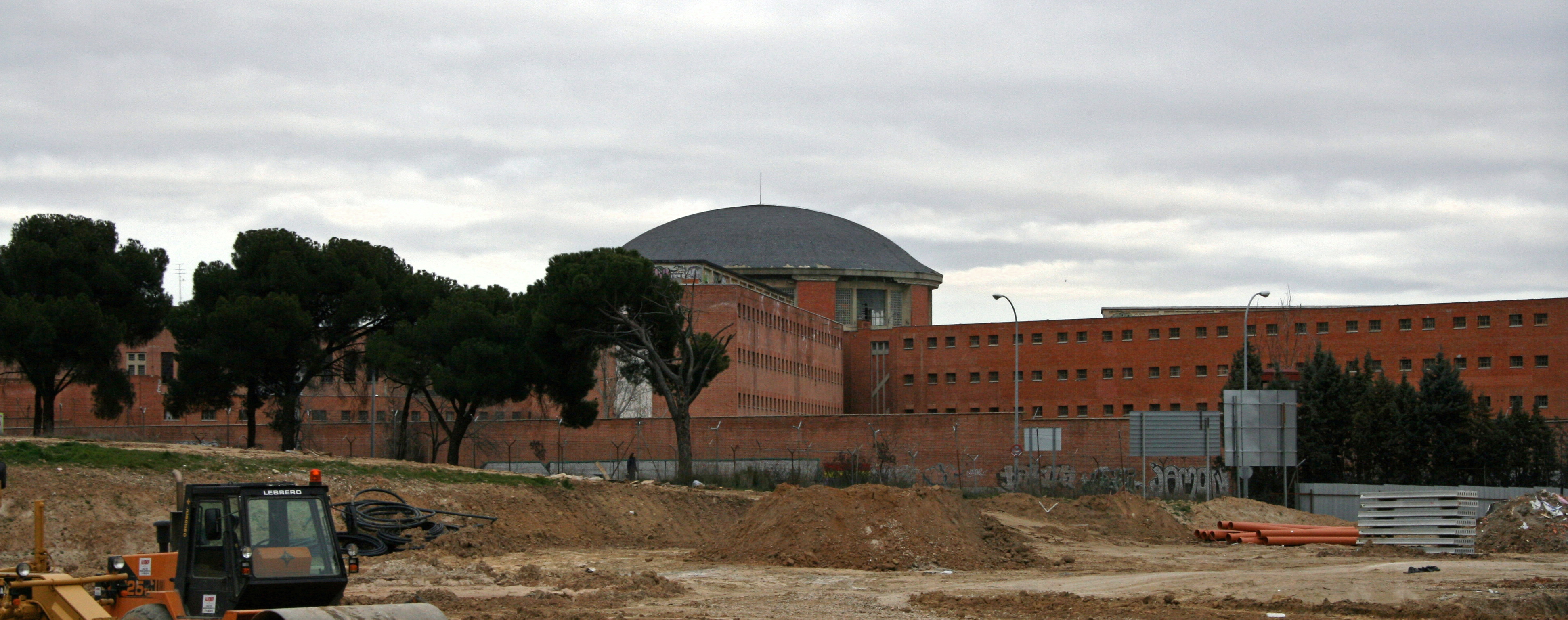
Vista de la Cárcel de Carabanchel desde el parque de las Cruces.

La cárcel fue inaugurada el 22 de junio de 1944 por el ministro de Justicia, el falangista Eduardo Aunós. Según la noticia aparecida en la revista Redención, la cárcel era "un modelo en las de su clase, con capacidad para 2000 reclusos". Poco después ingresaban los primeros ocupantes de la prisión. No obstante, las obras prosiguieron durante años, e incluso una de sus galerías no llegó a terminarse nunca. Al crecer la ciudad de Madrid (que se anexionó los municipios limítrofes, entre ellos Carabanchel Alto, en 1948) la cárcel quedó en su interior (el suburbano, posteriormente Metro, pasaba a sus pies, entre las estaciones de Aluche y Carabanchel). La cárcel tenía cuatro galerías y no siete (la tercera, la quinta, la sexta y la séptima).
Durante la dictadura, la cárcel de Carabanchel fue la última morada de muchos ajusticiados, como José María Jarabo, acusado de cuatro asesinatos, que fue ejecutado, mediante garrote vil el 4 de julio de 1959. También sufrieron el mismo método de ajusticiamento en 1963 los anarquistas Francisco Granados Gata y Joaquín Delgado Martínez. En 1975, Xosé Humberto Baena Alonso, José Luis Sánchez Bravo y Ramón García Sanz, miembros del FRAP condenados a muerte, pasaron aquí sus últimas horas, antes de ser ejecutados en Hoyo de Manzanares, en las que serían las últimas ejecuciones del franquismo. También estuvieron encarcelados aquí, en la tercera galería (destinada a presos políticos), numerosos opositores a la dictadura, como el sindicalista Marcelino Camacho, dirigente de Comisiones Obreras, José Luis López de Lacalle o Simón Sánchez Montero.
Durante los últimos años del régimen franquista y primeros de la transición, Carabanchel fue testigo de diversos motines promovidos por la Coordinadora de Presos en Lucha (COPEL) que reclamaba amnistía, reforma del código penal, supresión de la ley de peligrosidad social y de la ley de bandidaje y terrorismo o la depuración de los funcionarios de prisiones fascistas. Se organizó por medio de asambleas abiertas y su propuesta reivindicativa fue apoyada por una parte importante de los presos de Carabanchel y por muchos otros grupos de presos en el resto de las cárceles españolas los cuales adoptaron sus siglas, su tabla reivindicativa y tácticas como las autolesiones colectivas o la subida a los tejados de las prisiones para intentar hacerlas efectivas. Su reivindicación principal fue la de que se ampliara la amnistía de la que se estaban beneficiando en esas fechas los presos políticos a los presos comunes que para la COPEL, y ahí radicaba su principal argumento: que eran presos sociales, producto, igual que los políticos de una situación social y unas leyes injustas, las del franquismo. El 18 de julio de 1977, unos mil reclusos organizados y animados por la COPEL, tomaron los tejados de la prisión para hacer visible su lucha y reivindicaciones. Ese mismo día o en los días siguientes varios miles más de presos de más de veinte prisiones del resto del Estado actuaron de forma parecida. En 1978, el preso Agustín Rueda, un joven anarquista de 25 años, miembro de la COPEL, murió a consecuencia de las palizas que recibió por parte de funcionarios de prisiones para sacarle información sobre un intento de fuga. Como consecuencia de este caso el director del centro penitenciario, Eduardo Cantos Rueda, fue cesado y procesado. La sentencia del caso se dictó en 1988.

### Encarcelados

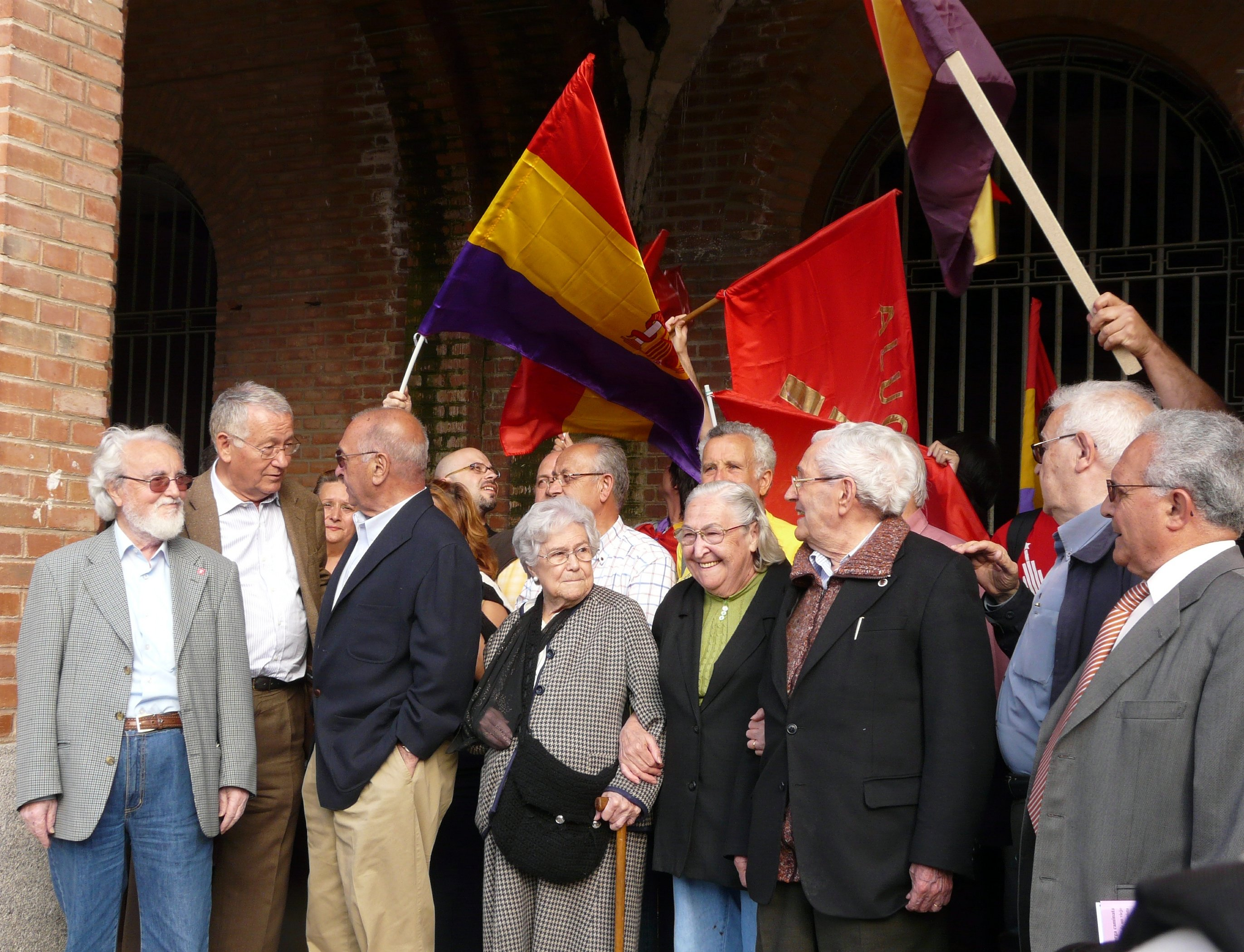
De derecha a izquierda, Marcelino Camacho, de perfil, su mujer, Josefina Samper, la viuda de Simón Sánchez Montero, Carmen Rodríguez, del brazo de Josefina Samper y Nicolás Redondo (de perfil, hablando con Julián Ariza), en el acto en el que se descubrió una placa en la cárcel de Carabanchel en recuerdo a los presos políticos que pasaron por la cárcel (22 de mayo de 2008).

Durante mucho tiempo, la cárcel de Carabanchel fue la única cárcel masculina de Madrid. Debido a ello, pasaron por ella un gran número de presos. Además de los presos comunes, la cárcel albergó a numerosos presos políticos y presos sociales (homosexuales en su mayor parte) durante la dictadura franquista. 
Cabe señalar a Marcelino Camacho (líder de Comisiones Obreras) y el resto de dirigentes del sindicato encarcelados en virtud del Proceso 1001, Julián Ariza (dirigente del mismo sindicato), Nicolás Redondo (líder de la Unión General de Trabajadores), Eduardo Saborido, Simón Sánchez Montero (dirigente comunista, que pasó en la cárcel un total de 25 años), Nicolás Sartorius, Ramón Tamames, Enrique Múgica y Enrique Curiel (militantes comunistas), Miguel Boyer (militante socialista), Fernando Sánchez-Dragó, Miguel Gila, Fernando Savater, Jorge Artajo [cita requerida], Fernando Arrabal, Marcos Ana, Javier Ortiz,[cita requerida] Jamal Ahmidan, o el anarquista británico Stuart Christie.

### El cierre

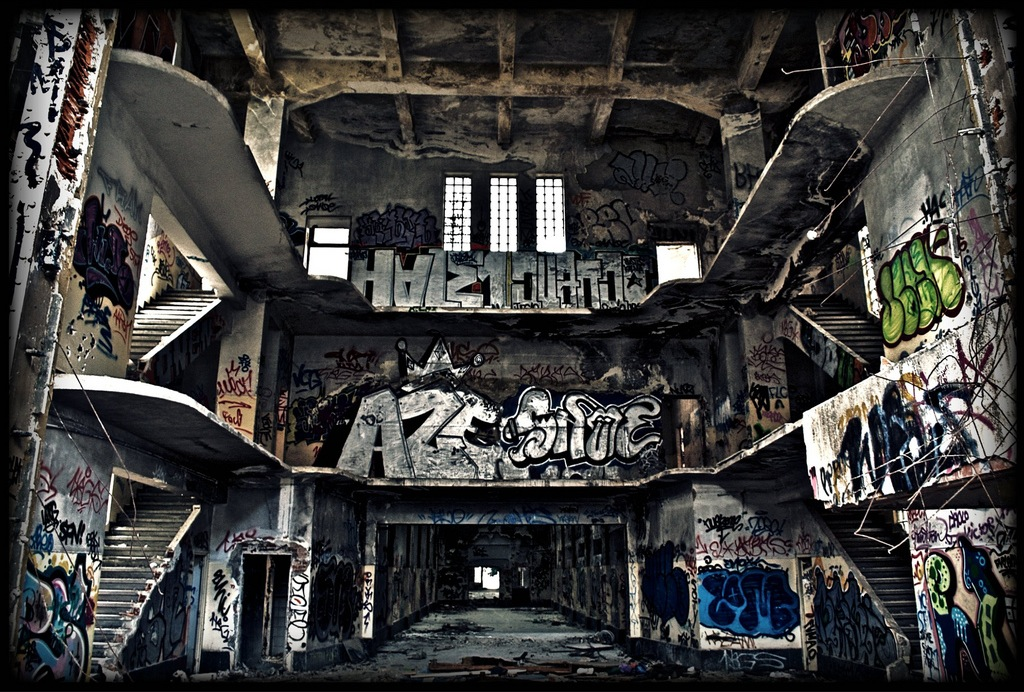
El interior de la cárcel de Carabanchel antes de su derribo.

En 1998 siendo Presidente del Gobierno, José María Aznar y Ministro del Interior, Jaime Mayor Oreja la cárcel de Carabanchel cerró sus puertas tras 55 años de funcionamiento. En ese año, incluso, se hicieron visitas guiadas por los propios funcionarios de la prisión para el público. En aquella fecha, la cárcel albergaba a 2.000 hombres y 500 mujeres (las presas fueron las últimas en abandonar la cárcel).
Tras su cierre diversas instituciones y los vecinos del barrio han discutido sobre la reutilización del espacio ocupado por la cárcel, fundamentalmente para la construcción de un hospital. Desde entonces la cárcel quedó abandonada. Así, durante los años 2000 esta cárcel fantasma se llenó de grafitis, okupas y poco a poco fue perdiendo sus ventanas, escaleras y puertas siendo vendidas como chatarra.

### Nuevos usos de parte de los terrenos por el Ministerio del Interior
En 2002 se segregó parte de la parcela y así el Ayuntamiento de Madrid autorizó al Ministro del Interior, Mariano Rajoy Brey la construcción de los siguientes equipamientos públicos: 
1. La comisaría del distrito de Latina, aunque físicamente era suelo del distrito de Carabanchel.
2. La Brigada de Extranjería.
3. Y el Centro de Internamiento de Extranjeros.

El resto del solar (172.000 metros cuadrados) siguió ocupado por la cárcel, aunque en un estado de gran deterioro.

### Derribo

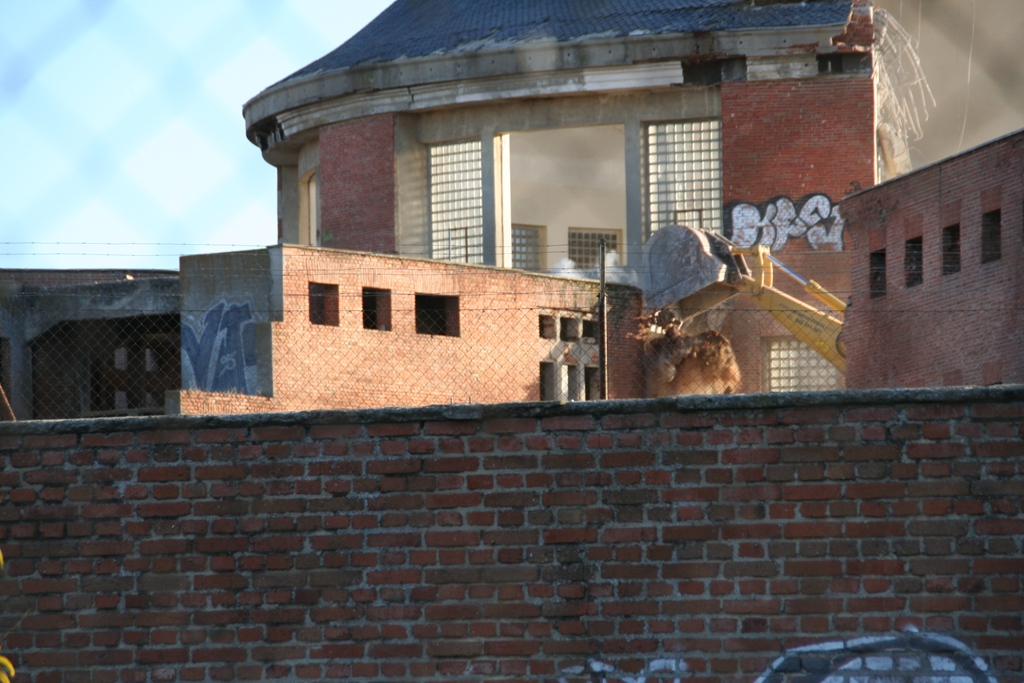
Instante del derribo de la cúpula de la cárcel en el año 2008.

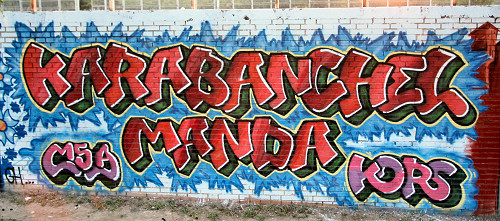
Tras el cierre, se realizaron gran cantidad de grafitis en el interior de la cárcel.

Los vecinos de la zona reclamaron que en el solar se construyera un hospital y servicios sociales para el barrio. Uno de los posibles usos que se propuso para el edificio es el de centro de recuperación de la memoria histórica, tal y como propuso el CSIC el 7 de mayo de 2008.
El abandono, el vandalismo, el paso del tiempo y las ocupaciones hicieron que la antigua cárcel de Carabanchel se convirtiera en el espacio más degradado del distrito y el  foco de problemas sociales y de seguridad. El Ministerio del Interior acabó derribándola pese a la petición de algunos vecinos que querían que se conservara su cúpula.
La importancia de la clausura y su derribo para el distrito de Carabanchel se debió a que durante todos los años en los que estuvo en funcionamiento la cárcel de Carabanchel, el distrito fue conocido por tener dicha cárcel, lo que le supuso dar una imagen tremendamente negativa del distrito, de ahí el afán de los concejales de Carabanchel de llevar a cabo su derribo[cita requerida].
El 16 de julio de 2008 el Ministerio del Interior y el Ayuntamiento de Madrid firmaron un acuerdo por el cual en la superficie de la cárcel se construirán 650 pisos, un hospital, zonas verdes y oficinas del Estado. El 30% de los pisos serán de protección pública, y del restante el 90% de la venta se la embolsará el Estado y el 10% restante el consistorio.
El plan cuenta con la oposición de algunas de las asociaciones de vecinos de Latina, Aluche y Carabanchel Alto, que reclamaban el uso del terreno para la construcción de servicios públicos y solicitaban la paralización del derribo de la antigua prisión y la conservación de los elementos más significativos del edificio[cita requerida]. Asociaciones vecinales, organizaciones de defensa de la memoria histórica de la lucha antifranquista y personas de diversos ámbitos sociales y culturales formaron una plataforma para la creación de un Centro para la Paz y la Memoria en la antigua Cárcel de Carabachel. A pesar de las protestas, el 23 de octubre de 2008 finalmente se inició el derribo de todo el complejo.
En 2023 se ha aprobado la urbanización del espacio. Sobre este suelo, se construirán 640 viviendas, de las que el 34 % estarán protegidas. También oficinas, equipamientos sanitarios, sociales y educativos, y se llevará a cabo la urbanización de más de 46.000 metros cuadrados de vías públicas y la creación de 23.460 m2 de zonas verdes.

## Cultura
En el año de 1984 Miguel Ríos lanza la canción "El Ojo del Huracán", la cual habla de su estancia en esta prisión durante la época del franquismo y en cuyos versos dice: 
"...hacinados en el patio de Carabanchel 
doctorándose en maldades en la facultad del delito."
En 1986, en la canción "Mala Sombra", Amaya Uranga canta una versión del tema en inglés "Bad Bad Leroy Brown", de Jim Croce, cuyo verso dice "Desde que escapó de Carabanchel", aludiendo a la mala fama del protagonista de la canción.
El grupo vasco Cicatriz menciona la cárcel en su canción "La 204", en referencia a la estancia en esa celda de la cárcel de Carabanchel de su cantante, Natxo Etxebarrieta . En marzo de 1999, recién clausurada la cárcel, el cantante y vecino del barrio Rosendo Mercado grabó el disco Siempre hay una historia… en directo en el patio de la cárcel.
En 1984 se rodaron en la cárcel algunas escenas de la película El pico 2.
En 1903 y en 2005, durante las obras de Vía Carpetana, se descubrieron restos romanos en este mismo solar. Se cree que podría existir una ciudad romana en el subsuelo. En 2019 el Colegio de Arqueólogos de Madrid inicia los trámites para declarar la zona como bien de interés cultural.